# Курахский район
Кура́хский район (лезг. Кьурагь район, агул. Къурагь райун) — административно-территориальная единица и муниципальное образование (муниципальный район) в составе Дагестана Российской Федерации.
Административный центр — село Курах.

## География
Район расположен на юго-востоке горного Дагестана. Граничит на севере с Агульским, на востоке — с Хивским и Сулейман-Стальским, на юго-востоке — с Магарамкентским, на юге — с Ахтынским, на юго-западе — с Рутульским районами Дагестана.
Площадь территории района — 612 км². К району относятся отдалённые равнинные анклавы на территории Дербентского района: полуанклав вокруг группы сёл Аладаш, Арабляр и Моллакент, а также полуанклав вокруг села Кумук.
Южную часть района окаймляет высокогорный Самурский хребет, по гребню которого проходит административная граница с Магарамкентским и Ахтынским районами.
Климат умеренно континентальный. В административном центре (с. Курах) минимальная температура зафиксирована −33 °C, максимальная — до +38 °C.

## История
Постановлением 4-й сессии ДагЦИК от 22.11.1928 г. на территории бывших Курахского и Агульского участков Кюринского округа, с присоединением сел: Чираг Лакского округа и Юхари-Мака, Бурши-Мака и Ашага-Мака Кутур-Кюринского участка Кюринского округа образован Курахский кантон. Постановлением ВЦИК от 3.06.1929 г. кантон преобразован в район.
Постановлением ВЦИК от 1.09.1934 г. путём выделения сельсоветов: Буркиханского, Гоанинского, Дулдугского, Курагского, Ричинского, Тпигского и Хуткульского — образован Агульский район.
Указом ПВС РСФСР от 1.02.1963 г. район ликвидирован, а территория присоединена к Касумкентскому сельскому району.
Указом ПВС РСФСР от 12.01.1965 г. район восстановлен в прежних границах.

## Население
| 1939    | 1959    | 1970    | 1979    | 1989    | 2002    | 2010    | 2011    | 2012    |
| ------- | ------- | ------- | ------- | ------- | ------- | ------- | ------- | ------- |
| 15 508  | ↘11 452 | ↗13 975 | ↗14 838 | ↘11 411 | ↗15 206 | ↗15 434 | ↘15 379 | ↘15 323 |
| 2013    | 2014    | 2015    | 2016    | 2017    | 2018    | 2019    | 2020    | 2021    |
| ↘15 299 | ↘15 175 | ↘15 139 | ↘15 042 | ↘14 901 | ↘14 759 | ↘14 560 | ↘14 472 | ↗14 989 |
| 2023    | 2024    | 2025    |         |         |         |         |         |         |
| ↘14 885 | ↗14 909 | ↘14 801 |         |         |         |         |         |         |

Согласно прогнозу Минэкономразвития России, численность населения будет составлять:
- 2024 — 14,17 тыс. чел.
- 2035 — 13,14 тыс. чел.

### Национальный состав
В Курахском районе проживают лезгины и агулы.
В селениях Аладаш, Арабляр и Моллакент, расположенных в качестве эксклава на территории Дербентского района.
По данным Всероссийской переписи населения 2010 года:
| Народ         | Численность, чел. | Доля от всего населения, % |
| ------------- | ----------------- | -------------------------- |
| лезгины       | 14 190            | 91,9 %                     |
| агулы         | 1097              | 7,1 %                      |
| азербайджанцы | 22                | 0,14 %                     |
| русские       | 20                | 0,12 %                     |
| табасараны    | 11                | 0,07 %                     |
| другие        | 9                 | 0,05 %                     |
| всего         | 15 434            | 100,00 %                   |

По данным Всероссийской переписи населения 2020-2021 года :
| Народ   | Численность, чел. | Доля от всего населения, % |
| ------- | ----------------- | -------------------------- |
| лезгины | 14 172            | 94,54 %                    |
| агулы   | 571               | 3,80 %                     |
| другие  | 246               | 1,64 %                     |
| всего   | 14 989            | 100,00 %                   |

В результате проведенной Советской властью необдуманной политики по переселению горского населения на равнинные территории, а также из-за разрушительного землетрясения 1966 года, в результате которого были разрушены жилые дома и объекты административного, хозяйственного и культурного назначения, многие жители горных сёл были вынуждены покидать родные края и поселяться на равнине или в городах республики. По этим причинам, а также из-за социально-экономических проблем современности: безработица среди трудоспособного населения района, падение качества жизни, глобальная урбанизация общества и др., из 38 сёл района на сегодняшний день 10 селений являются покинутыми и ещё 17 сёл на гране исчезновения, в том числе: Ахниг, Бахцуг, Сараг, Укуз, Урсун, Хвередж, Хпюк и др.
Все села района расположены в горной природно-климатической зоне республики за исключением сёл Аладаш, Арабляр и Моллакент, расположенные в равниной зоне. Из 28 жилых сёл на сегодняшний день в 23 проживают лезгины, а в 5 сёлах — агулы (Квардал, Усуг, Укуз, Хвередж, Хпюк).

## Территориальное устройство
Курахский район в рамках административно-территориального устройства включает сельсоветы и сёла.
В рамках организации местного самоуправления в одноимённый муниципальный район входят 14 муниципальных образований со статусом сельского поселения, которые соответствуют сельсоветам и сёлам.
| №  | Сельское поселение      | Административный центр | Количество населённых пунктов | Население (чел.) | Площадь (км²) |
| -- | ----------------------- | ---------------------- | ----------------------------- | ---------------- | ------------- |
| 1  | село Аладаш             | село Аладаш            | 1                             | ↗1110            |               |
| 2  | сельсовет Ашарский      | село Ашар              | 2                             | ↘703             | 60,48         |
| 3  | сельсовет Гельхенский   | село Гельхен           | 2                             | ↘651             | 183,43        |
| 4  | сельсовет Икринский     | село Икра              | 4                             | ↘1918            | 25,84         |
| 5  | село Кабир              | село Кабир             | 1                             | ↗1413            | 6,08          |
| 6  | сельсовет Кочхюрский    | село Кочхюр            | 2                             | ↘719             | 39,97         |
| 7  | село Кумук              | село Кумук             | 1                             | ↘862             |               |
| 8  | сельсовет Курахский     | село Курах             | 2                             | ↘3646            | 121,66        |
| 9  | сельсовет Кутульский    | село Кутул             | 2                             | ↗263             | 42,06         |
| 10 | сельсовет Моллакентский | село Моллакент         | 2                             | ↘1646            | [ 1 ]         |
| 11 | сельсовет Усугский      | село Усуг              | 3                             | ↘435             | 23,00         |
| 12 | село Хпюк               | село Хпюк              | 1                             | ↗332             | 23,86         |
| 13 | сельсовет Шимихюрский   | село Шимихюр           | 3                             | ↘683             | 28,70         |
| 14 | сельсовет Штульский     | село Штул              | 2                             | ↘479             | 43,10         |

## Населённые пункты
В районе 28 сельских населённых пунктов:
| №  | Населённый пункт | Тип  | Население | Сельское поселение      |
| -- | ---------------- | ---- | --------- | ----------------------- |
| 1  | Аладаш           | село | ↘1083     | село Аладаш             |
| 2  | Арабляр          | село | ↗608      | сельсовет Моллакентский |
| 3  | Ахниг            | село | ↗30       | сельсовет Кутульский    |
| 4  | Ашакент          | село | ↘108      | сельсовет Штульский     |
| 5  | Ашар             | село | ↗588      | сельсовет Ашарский      |
| 6  | Бахцуг           | село | ↘89       | сельсовет Икринский     |
| 7  | Бугдатепе        | село | ↘742      | сельсовет Кочхюрский    |
| 8  | Гельхен          | село | ↘561      | сельсовет Гельхенский   |
| 9  | Икра             | село | ↗1717     | сельсовет Икринский     |
| 10 | Кабир            | село | ↘1383     | село Кабир              |
| 11 | Квардал          | село | ↘107      | сельсовет Гельхенский   |
| 12 | Кочхюр           | село | ↗9        | сельсовет Кочхюрский    |
| 13 | Кукваз           | село | ↘127      | сельсовет Ашарский      |
| 14 | Кумук            | село | ↘832      | село Кумук              |
| 15 | Курах            | село | ↗3444     | сельсовет Курахский     |
| 16 | Кутул            | село | ↗220      | сельсовет Кутульский    |
| 17 | Моллакент        | село | ↗1074     | сельсовет Моллакентский |
| 18 | Ругун            | село | ↘122      | сельсовет Икринский     |
| 19 | Сараг            | село | ↘24       | сельсовет Икринский     |
| 20 | Укуз             | село | ↗39       | сельсовет Усугский      |
| 21 | Урсун            | село | ↗89       | сельсовет Шимихюрский   |
| 22 | Усуг             | село | ↘212      | сельсовет Усугский      |
| 23 | Хвередж          | село | ↘188      | сельсовет Усугский      |
| 24 | Хпедж            | село | ↘238      | сельсовет Шимихюрский   |
| 25 | Хпюк             | село | ↗360      | село Хпюк               |
| 26 | Хюрехюр          | село | ↘177      | сельсовет Курахский     |
| 27 | Шимихюр          | село | ↘373      | сельсовет Шимихюрский   |
| 28 | Штул             | село | ↗386      | сельсовет Штульский     |

Кутаны
Сёла Аладаш, Арабляр и Моллакент, а также Кумук представляют собой полуанклавы Курахского района на территории равнинного Дербентского района, а село Бугдатепе — анклав на территории Магарамкентского района.

## Известные уроженцы
Родившиеся в Курахском районе:

## Комментарии
Комментарии
1. ↑  авар. КъурахI мухъ, агул. Кьурагь район, азерб. Qürah rayonu, дарг. Къурахла къатI, кум. Къурах якъ, лак. Къурахал кIану, лезг. Кьурагь район, ног. Курах район, рут. Кьурагь район, таб. Кьурагь район, татск. Курах район, цахур. Кьурагь район, чечен. Курахан кIошт.
2. ↑  Согласно конституции Дагестана, государственными языками на территории республики являются — русский, аварский, агульский, азербайджанский, даргинский, кумыкский, лакский, лезгинский, ногайский, рутульский, табасаранский, татский, цахурский и чеченский языки.